# Leptopus fangdingianus
Leptopus fangdingianus là một loài thực vật có hoa trong họ Diệp hạ châu. Loài này được (P.T.Li) Voronts. & Petra Hoffm. mô tả khoa học đầu tiên năm 2008.